# Tom Clancy's Splinter Cell: Essentials
Tom Clancy's Splinter Cell: Essentials è il primo episodio per PlayStation Portable della serie di videogiochi Splinter Cell.

## Trama
La trama del gioco è da considerare un sequel di Splinter Cell: Double Agent: Sam Fisher, agente segreto, viene arrestato nell'anno 2009 nel cimitero dove è sepolta la figlia Sarah, morta in un incidente stradale. Sam viene preso in custodia dai Federali ed interrogato. Durante l'interrogatorio, Sam riprende eventi passati (flashback) che vengono giocati come missioni.

## Missioni
Il gioco ripercorre varie missioni dei precedenti capitoli (antecedenti a Splinter Cell: Double Agent) e molti nuovi:
1) Campi Elisi (Sam dovrà trovare la tomba della figlia Sarah)
2) Norte de Santander (Sam dovrà salvare Douglas Shetland in un bunker della FARC, ovvero una milizia colombiana)
3) Piattaforma GFO (Missione di Splinter Cell, dove Sam dovrà trovare la valigetta)
4) Belgrado (Sam dovrà distruggere delle casse di missili sovietici e distruggere un SAM dei guerriglieri serbi)
5) Fonderia (Sam dovrà eliminare i negoziatori di una trattativa di armi clandestina)
6) Attico (Missione di Splinter Cell: Chaos Theory, dove Sam dovrà trovare Dvorak)
7) Carcere di Leavenworth (Sam dovrà fuggire con Jamie Washington dal carcare, questa missione anche se nel concetto simile a quella di Double Agent è molto diversa, anche perché il carcere su Double Agent è Ellsworth e non Leavenworth)
8) Delta Atlantic (Sam dovrà salvare la sua copertura cambiando i file vocali di una discussione per poi uccidere Lambert sotto gli occhi di Dufraisne e Moss)
9) Fort Meade (Sam dovrà prendere il CD rubato da Williams a Grimsdottir).

## Missioni Bonus
Ci sono 3 missioni bonus (tutte di Splinter Cell: Pandora Tomorrow) sbloccabili attivando un codice in Internet oppure con un semplice trucco: andando su "Missioni Bonus" bisogna tenere premuto "Select" e premere continuamente "L" ed "R" e si sbloccheranno le seguenti missioni bonus: Treno Parigi - Nizza (Sam incontrerà Norman Soth), Raffineria Kundang (Sam dovrà distruggere la raffineria di Eroina di Sadono) e Stazione TV (Sam dovrà cattaurare Sadono).